# Feminism
『feminism』（フェミニズム）は、日本のロックバンド・黒夢のメジャー3作目のアルバム。

## 概要
ギターの臣が脱退してヴォーカルの清春とベースの人時の二人体制になってから初のアルバム。ポップな楽曲が多く収録されたアルバム。黒夢初のオリコンアルバムチャート初登場1位を記録。後に本作収録曲の多くがリアレンジされて再録されたり、ベスト盤に収録されたりする。
初回盤はステッカーが2枚付いていて（ジャケットと裏ジャケットに使われている清春と人時の顔写真のステッカー、清春のステッカーの裏にはTOUR feminism PART 1の日程が記載されている）、帯は白地にタイトルのfeminismが金色で書かれている。また、初回限定特典が封入されているという文章も記載されている。
通常盤は帯が白い物と黒い物があり、白い物は白地にタイトルのfeminismが青色で書かれている。1998年に発売した再発盤はジャケットと裏ジャケットが写真ではなく、白地に黒文字でタイトルとアーティストロゴのみのシンプルなジャケットに差し替えられている。
一つ目のライナーノーツによると、人時は「バンドという形でのアプローチより、歌を聴かせるものを作りたかった」、清春は「黒夢の代表作を作りたかった」と述べていた。歌詞について清春は、「リアルさを追求した部分で、自分にとって一番身近な恋愛がテーマになった」と述べていた。また、「前作のCruelを否定しようってところから始まった歌詞～気持ち悪い位、暖かいとか、優しいという表現を黒夢でやってみたかった」と述べていた。
二つ目のライナーノーツによると、清春は「自分が家で聴けるようなアルバムを作りたかったし、僕のルーツはロックというポップス、特に小さい頃に聴いていた歌謡曲なんです。だから、まず、いいメロディを書くのが前提としてある」と述べていた。人時は「このアルバムで音楽的なことはもちろん、メンタルな部分というかすべての面で次の段階に入ったと思いますね」と述べていた。
ブックレット内の歌詞は英語が横向き、日本語は縦書きになっているため、少々読みづらくなっている。

## 収録曲
| 全作詞: 清春、全編曲: 佐久間正英, 黒夢。 |                                             |           |                  |      |
| #                                        | タイトル                                    | 作詞      | 作曲             | 時間 |
| 1.                                       | 「心臓」(SE)                                | -         | 佐久間正英       | 1:35 |
| 2.                                       | 「解凍実験」                                | 清春      | 人時             | 2:58 |
| 3.                                       | 「feminism」                                | 清春      | 人時             | 4:25 |
| 4.                                       | 「眠れない日に見る時計」                    | 清春      | 人時             | 4:38 |
| 5.                                       | 「Unlearned Man」                           | 清春      | 清春             | 3:52 |
| 6.                                       | 「LOVE SONG」                               | 清春      | 人時             | 4:19 |
| 7.                                       | 「白と黒」                                  | 清春      | 清春、佐久間正英 | 5:27 |
| 8.                                       | 「優しい悲劇 [album mix]」(3rdシングル)     | 清春      | 清春             | 4:34 |
| 9.                                       | 「情熱の影―Silhouette―」                    | 清春      | 清春、人時       | 5:28 |
| 10.                                      | 「くちづけ」                                | 清春      | 清春             | 5:21 |
| 11.                                      | 「Miss MOONLIGHT [album mix]」(4thシングル) | 清春      | 清春             | 3:47 |
| 12.                                      | 「カマキリ」                                | 清春      | 人時             | 3:23 |
| 13.                                      | 「Happy Birthday」                          | 清春      | 清春             | 4:21 |
| 14.                                      | 「至上のゆりかご」                          | 清春      | 清春、佐久間正英 | 4:52 |
| 合計時間:                                | 合計時間:                                   | 合計時間: | 59:00            |      |

## 収録曲解説
「解凍実験」はインダストリアルチックなアレンジの楽曲。歌詞について清春は「凍ってしまった心の中を溶かす……”冷凍されたある人間”は、勿論自分も指しているし、Cruelの世界にはまってくれた人達のことも指してる。」とライナーノーツ内で述べている。後に18枚目のシングル「Reverb」のCD ONLY盤に「解凍実験 (2014 NEW RECORDING)」として再録される。
「眠れない日に見る時計」はサビから低い声とそのオクターブ上の両方を重ねて歌っていることが特徴的な曲になっている。この曲では人時がベースだけではなく12弦ギターも弾いている。
「Unlearned Man」は後の12枚目のシングル「MARIA」に「Unlearned Man -1998 CRAZY FIRE VERSION-」として再録され、当時のツアーでもその新しいアレンジで演奏される。
「白と黒」はAメロが歌というよりも語りになっているジャズチックにアレンジされた曲。女性ヴォーカル＆語りはQumico Fucci (福士 久美子)。後に清春の「五月雨」の初回限定盤Type Bに再録される。
「優しい悲劇」はシングルと異なるミックスで収録されていて、シングルよりもベースやドラムが際立つように調整されている。後に清春が黒夢時代の楽曲をセルフカバーしたアルバム「MEDLEY」に再録される。
「情熱の影-Silhouette-」は特徴的なベースリフが繰り返される曲で、ライナーノーツで「前作のCruelを否定しよう」と述べていたように、歌詞の中に「情熱の中に溶けるCRUEL」、「僕の中で終わるCRUEL」というような節がある。後に清春の15周年アルバム『shade〜saw the light & shade〜』に再録される。
「くちづけ」は後の6枚目のシングル「SEE YOU」のカップリング曲としてタイトルを「KISS」に変更し再録される。清春曰く「KISS」の方が原曲に近いとのこと。
「Miss MOONLIGHT」は「優しい悲劇」とは逆にシングルよりもベースやドラムが抑えられたミックスになっている。後に清春が黒夢時代の楽曲をセルフカバーしたアルバム「MEDLEY」に再録される。
「カマキリ」はライブの定番ナンバーとして演奏されることが多い激しい曲。当時所属した東芝EMIを皮肉った楽曲で、歌詞中の「Easy Money Island」はEMIの頭文字からとったもの。黒夢が後にパンク系に路線変更した時に「Oi!」という掛け声が多様されるようになるが、この曲はすでにそれが取り入れられていた。後に10枚目のシングル「Spray」に「カマキリ -1997 BURST VERSION-」として再録され、それ以降はライブではその新しいアレンジで演奏されている。
「Happy Birthday」はシャッフルビートの明るめの曲。人時の誕生日にライブがある時などは歌詞の「Happy Birthday REILA」の「REILA」の部分を「人時」として歌われることがある。後に清春が黒夢時代の楽曲をセルフカバーしたアルバム「MEDLEY」に再録される。
「至上のゆりかご」は清春が最初から最後まで低めのメロディーで歌い続けることが特徴的で、後に清春15周年アルバム『light〜saw the light & shade〜』に再録される。

## 参加ミュージシャン
- 清春: Vocals
- 人時: Bass
- そうる透: Drums
- 佐久間正英: Additional Guitar, keyboards & programing
- Qumico Fucci: Additional vocal